# 피아노 오중주 (브람스)
피아노 5중주 바단조 Op. 34, 요하네스 브람스에 의해 1864년 여름에 완성되어 1865년에 출판되었다. 로베르트 슈만의 피아노 오중주 (1842) 이후 작곡된 대부분의 피아노 오중주와 마찬가지로 피아노와 현악 사중주 (바이올린 2대, 비올라 및 첼로)를 위해 작곡되었다.
이 작품은 현악 오중주(1862년에 완성되어 2대의 바이올린, 비올라, 2대의 첼로를 위한 득점)로 원래 작곡되었다. 브람스는 5중주를 두 대의 피아노를 위한 소나타로 옮겨 적었다(브람스와 카를 타우지히가 연주한 형식). 브람스는 현악 5중주를 위한 원래 버전을 파괴했지만 소나타를 Op. 34b. 1866년 6월 22일 라이프치히 음악원에서 피아노 5중주로 초연되었다.
외부 악장은 조화 면에서 평소보다 더 모험적이며 실제로는 불안하다. 특히 반음의 상승세를 보여주는 피날레의 도입부가 눈길을 끈다. 피아노와 현악기는 이 작품 전체에서 똑같이 중요한 역할을 한다. Swafford 는 "표현의 통일성"과 일관되게 어두운 분위기에 대해 "때로는 고뇌에, 때로는 (스케르초에서) 악마처럼, 때로는 비극적"이라고 기록했다.

## 구조
1. Allegro non troppo (F minor)
2. Andante, un poco adagio (A♭ major)
3. Scherzo: Allegro (C minor → C major, trio in C major)
4. Finale: Poco sostenuto – Allegro non troppo – Presto, non troppo (F minor)